# Entropia și săgeata timpului
Entropia este una dintre puținele mărimi fizice care necesită o anumită direcție pentru timp, numită uneori săgeata timpului . Pe măsură ce se merge „înainte” în timp, principiul al doilea al termodinamicii afirmă că entropia unui sistem izolat poate crește, dar nu și să scadă. Astfel, măsurarea entropiei este o modalitate de a distinge trecutul de viitor. În sistemele termodinamice care nu sunt izolate, entropia locală poate scădea în timp, însoțită de o creștere compensatoare a entropiei în împrejurimi. Exemple sunt obiecte care se răcesc, organismele vii și cristalizarea.
La fel ca temperatura, în ciuda faptului că este un concept abstract, există o percepție intuitivă a efectelor entropiei. De exemplu, este adesea foarte ușor de făcut diferența dintre un videoclip redat înainte și înapoi. Un videoclip poate reprezenta un foc de lemne care topește un bloc de gheață din apropiere. Vizionat invers, ar arăta o baltă de apă transformând un nor de fum în lemn nears și înghețându-se în acest proces. Surprinzător, în oricare dintre cazuri, marea majoritate a legilor fizicii nu sunt încălcate de aceste procese, cel al doilea principiu al termodinamicii fiind una dintre singurele excepții. Când o lege a fizicii se aplică la fel când timpul este inversat, se spune că are simetrie T; în acest caz, entropia este ceea ce permite să se decidă dacă videoclipul descris mai sus este redat înainte (normal) sau invers, deoarece intuitiv se identifică că numai atunci când este redat înainte entropia scenei crește. Din cauza celui de al doilea principiu al termodinamicii, entropia împiedică procesele macroscopice care au simetrie T.
Când se studiază la scară microscopică, judecățile de mai sus nu pot fi făcute. Vizionarea unei singure particule de fum antrenată de aer, nu ar fi clar dacă un videoclip este redat înainte sau invers și, de fapt, nu ar fi posibil, deoarece legile care se aplică au simetrie T. Pe măsură ce se deplasează înainte sau înapoi, „calitativ” nu arată deloc diferit. Doar atunci când gazul este studiat la scară macroscopică efectele entropiei devin vizibile (v. paradoxul lui Loschmidt). În medie, ar fi de așteptat ca particulele de fum din jurul unui chibrit aprins să se îndepărteze unele de altele, difuzându-se în spațiul disponibil. Ar fi un eveniment extrem de improbabil ca toate particulele să se grupeze împreună, dar mișcarea unei particule de fum oarecare nu poate fi prezisă.
Prin contrast, anumite interacțiuni subatomice care implică forța nucleară slabă încalcă conservarea parității⁠(d), dar doar foarte rar. Conform simetriei CPT⁠(d), aceasta înseamnă că ar trebui să fie și ireversibile în timp, stabilind astfel o săgeată a timpului. Însă acest lucru nu este nici legat de săgeata termodinamică a timpului și nici nu are nimic de-a face cu experiența zilnică a ireversibilității timpului.
Săgeata timpului: De ce a avut universul în trecut entropia atât de scăzută, se poate distinge între trecut și viitor pe baza principiului al doilea al termodinamicii?

## Descriere
Principiul al doilea al termodinamicii permite ca entropia să rămână aceeași, indiferent de direcția timpului. Dacă entropia este constantă în oricare direcție a timpului, nu ar exista o direcție preferată. Totuși, entropia poate fi constantă numai dacă sistemul se află în cea mai mare stare posibilă de dezordine, cum ar fi un gaz care a fost întotdeauna și va fi întotdeauna distribuit uniform în recipientul său. Existența unei săgeți termodinamice a timpului implică faptul că sistemul este foarte ordonat într-o singură direcție a timpului, care ar fi prin definiție „trecutul”. Astfel, această lege se referă mai degrabă la condițiile la limită decât la ecuațiile mișcării.
Principiul al doilea al termodinamicii este de natură statistică, prin urmare fiabilitatea sa rezultă din numărul mare de particule prezente în sistemele macroscopice. În principiu nu este imposibil ca toți cei 6 × 1023 atomi dintr-un mol de gaz să migreze spontan către jumătatea unui recipient; este doar fantastic de puțin probabil – atât de puțin probabil încât nu a fost observată vreodată nicio încălcare macroscopică a celui de al doilea principiu.
Săgeata termodinamică a timpului este adesea legată de săgeata cosmologică a timpului, deoarece în cele din urmă este vorba despre condițiile la limită ale universului timpuriu. Conform teoriei Big Bang, universul a fost inițial foarte fierbinte și cu energia distribuită uniform. Pentru un sistem în care gravitația este importantă, cum ar fi universul, aceasta este o stare de entropie scăzută (comparativ cu o stare de entropie ridicată în care toată materia s-a prăbușit în găuri negre, o stare din care sistemul poate evolua). Pe măsură ce universul crește, temperatura acestuia scade, ceea ce lasă mai puțină energie [pe unitate de volum de spațiu] disponibilă pentru a efectua lucru mecanic în viitor decât era disponibilă în trecut. În plus, perturbațiile⁠(d) densității energiei cresc (formând în cele din urmă galaxii și stele). Astfel, universul însuși are o săgeată termodinamică bine definită a timpului. Dar aceasta nu răspunde la întrebarea de ce starea inițială a universului a fost aceea de entropie scăzută. Dacă expansiunea cosmică s-ar opri și s-ar inversa din cauza gravitației, temperatura Universului ar crește din nou, dar entropia sa ar continua să crească, de asemenea, datorită creșterii continue a perturbațiilor și a eventualei formări de găuri negre, până în ultimele etape ale Big Crunch, când entropia ar fi mai mică decât acum.

## Exemplu de aparentă ireversibilitate
Fie situația în care un recipient mare este umplut cu două lichide separate, de exemplu un colorant pe o parte și apă pe cealaltă. Fără nicio barieră între cele două lichide, mișcarea browniană aleatorie a moleculelor lor va avea ca rezultat amestecarea lor pe măsură ce trece timpul. Dacă colorantul și apa sunt amestecate, atunci nu este de așteptat să se separe la loc de la sine. Un film al amestecării pare realist când este redat înainte, dar nerealist când este redat înapoi.
Dacă recipientul mare este observat la începutul procesului de amestecare, acesta poate conține lichide doar parțial amestecate. Ar fi rezonabilă concluzia că fără intervenție din exterior lichidul a ajuns în această stare pentru că a fost mai ordonat în trecut, când a existat o separare mai mare, și va fi mai dezordonat (amestecat) în viitor.
Acum imaginați-vă că experimentul se repetă, de data aceasta cu doar câteva molecule, poate zece, într-un recipient foarte mic. Ne putem imagina cu ușurință că, urmărind mișcarea aleatorie a moleculelor, s-ar putea întâmpla – doar întâmplător – ca moleculele să fie bine segregate, cu toate moleculele de colorant într-o parte și toate moleculele de apă în cealaltă. Ne putem aștepta ca acest lucru să se întâmple din când în când, faptul că moleculele să se separe de la sine nu este imposibil. Însă pentru un număr mare de molecule este atât de puțin probabil încât ar trebui să se aștepte mai mult decât vârsta actuală a universului pentru ca acestă situație să apară. Astfel, un film care arăta un număr mare de molecule care se segregă așa cum este descris mai sus ar părea nerealist și am fi înclinați să spunem că filmul este redat invers.

## Matematica săgeții
Matematica din spatele săgeții timpului, entropiei și baza celui de al doilea principiu al termodinamicii provine din modelele descrise de Carnot (1824), Clapeyron (1832) și Clausius (1854). Din experiența de toate zilele se știe că atunci când un corp fierbinte, la T1, cum ar fi un focar, este pus în contact fizic, conectat de exemplu printr-un agent termic cu un corp rece, la T2, cum ar fi un curent de apă rece, energia va trece invariabil de la cald la rece sub formă de căldură, Q, iar în timp sistemul va atinge echilibrul termodinamic. Entropia, definită drept Q/T, a fost concepută de Rudolf Clausius ca o funcție pentru a măsura ireversibilitatea moleculară a acestui proces, adică lucrul mecanic disipativ pe care atomii și moleculele îl fac unii asupra altora în timpul transformării.
Modificarea entropiei ΔS la trecerea cantității de căldură Q de la temperatura T1, prin agentul termic la temperatura T2 se poate calcula. Mai mult, s-ar putea presupune, de dragul argumentului, că agentul termic este format din doar două molecule de apă. Atunci, dacă se face raționamentul așa cum l-a făcut inițial Clausius:
{\displaystyle S={\frac {Q}{T}}}
Atunci modificarea entropiei în această transformare este:
{\displaystyle \Delta S=S_{\text{final}}-S_{\text{initial}}=\left({\frac {Q}{T_{2}}}-{\frac {Q}{T_{1}}}\right)}
iar prin factorizare rezultă expresia obținută de Clausius:
{\displaystyle \Delta S=Q\left({\frac {1}{T_{2}}}-{\frac {1}{T_{1}}}\right)}
De exemplu, dacă Q era de 5000 J, T1 a fost inițial de 1000 K, iar T2 a fost de 400 K, atunci modificarea entropiei pentru acest proces ar fi de 7,5 J/K. Prin urmare, entropia a crescut pentru acest proces, procesul a durat o anumită perioadă de „timp” și se poate corela creșterea entropiei cu trecerea timpului. Pentru această configurație a sistemului, există o „regulă absolută”. Această regulă se bazează pe faptul că toate procesele naturale sunt ireversibile în virtutea faptului că în timpul procesului moleculele unui sistem, de exemplu cele două molecule din rezervor, nu produc doar lucru mecanic asupra împrejurimilor (cum ar fi împingerea unui piston), ci efectuează și lucru mecanic unul asupra celuilalt, proporțional cu căldura folosită pentru a efectua acest lucru mecanic (v. echivalentul mecanic al caloriei). Entropia explică faptul că există frecare intermoleculară internă.

## Corelații
O diferență importantă între trecut și viitor este că, în orice sistem (cum ar fi un gaz de particule), de obicei condițiile inițiale între diferitele sale părți nu sunt corelate, dar pe măsură ce sistemul evoluează și diferitele sale părți interacționează între ele, ele se corelează. De exemplu, ori de câte ori avem de-a face cu un gaz de particule, întotdeauna se presupune că condițiile inițiale ale acestuia sunt astfel încât să nu existe o corelație între stările diferitelor particule (adică vitezele și pozițiile diferitelor particule sunt complet aleatorii, pentru a se conforma cu starea macroscopică a sistemului). Aceasta este strâns legată de al doilea principiu al termodinamicii: de exemplu, într-un sistem finit care interacționează cu surse finite de căldură, entropia este echivalentă cu corelațiile sistem–sursă, prin urmare ambele cresc împreună.
De fapt, dacă toate procesele fizice microscopice sunt reversibile, atunci al doilea principiu al termodinamicii poate fi demonstrat pentru orice sistem izolat de particule cu condiții inițiale în care stările particulelor sunt necorelate. Pentru a face acest lucru, trebuie făcută deosebirea dintre entropia măsurată a unui sistem – care depinde doar de macrostare (volum, temperatură etc.) – și entropia informațională, care este cantitatea de informații (numărul de biți de computer) necesară pentru a descrie microstarea sistemului. Entropia măsurată este independentă de corelațiile dintre particulele din sistem, deoarece acestea nu îi afectează macrostarea, dar entropia informațională depinde de ele, deoarece corelațiile reduc stare aleatorie a sistemului, astfel scade cantitatea de informație necesară pentru a-l descrie. Prin urmare, în absența unor astfel de corelații cele două entropii sunt identice, dar în rest, entropia informațională este mai mică decât entropia măsurată, iar diferența poate fi folosită ca măsură a cantității de corelații.
Acum, prin teorema lui Liouville, inversarea în timp a tuturor proceselor microscopice implică faptul că cantitatea de informație necesară pentru a descrie microstarea exactă a unui sistem izolat (entropia comună⁠(d) teoretică a informației) este constantă în timp. Această entropie comună este egală cu entropia marginală (entropia presupunând că nu există corelații) plus entropia condițională. Dacă se presupune că inițial nu există corelații între particule, atunci această entropie comună este doar entropia marginală, care este doar entropia termodinamică inițială a sistemului, împărțită la constanta Boltzmann. Totuși, dacă acestea sunt într-adevăr condițiile inițiale (și aceasta este o presupunere esențială), atunci astfel de corelații se formează cu timpul. Cu alte cuvinte, există o entropie mutuală în scădere (sau creșterea informației mutuale) și pentru un timp care nu este prea lung – corelațiile (informațiile mutuale) dintre particule cresc doar cu timpul. Prin urmare, entropia termodinamică, care este proporțională cu entropia marginală, trebuie, de asemenea, să crească în timp. De reținut că corelația dintre particule nu este o cantitate complet obiectivă. Nu se poate măsura entropia mutuală, se poate măsura doar schimbarea acesteia, presupunând că se poate măsura o microstare. Termodinamica se limitează la cazul în care microstările nu pot fi distinse, ceea ce înseamnă că numai entropia marginală, proporțională cu entropia termodinamică, poate fi măsurată, care, în sens practic, crește întotdeauna.